# Brasserie Ekers
La brasserie Ekers, fondée en 1853, était un producteur de bière de Montréal. Ses bâtiments sont érigés en 1894 sur le boulevard Saint-Laurent. En 1909, elle fusionne avec la Brasserie Dawes qui sera acheté en 1952 par Dow.

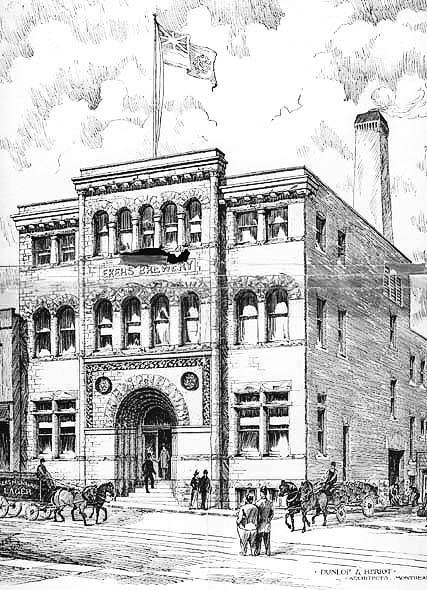
1894
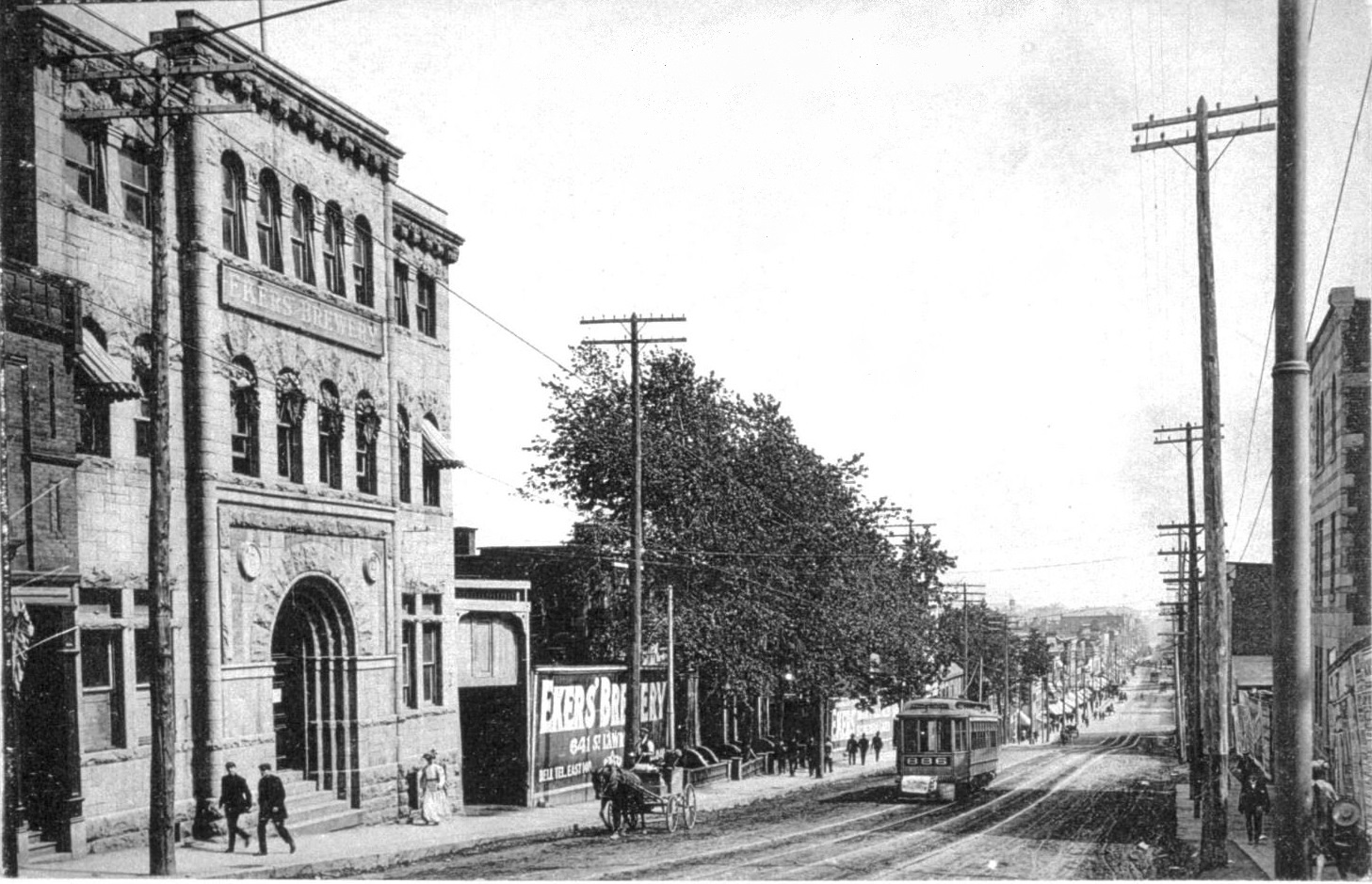
Boul. Saint-Laurent vers 1900
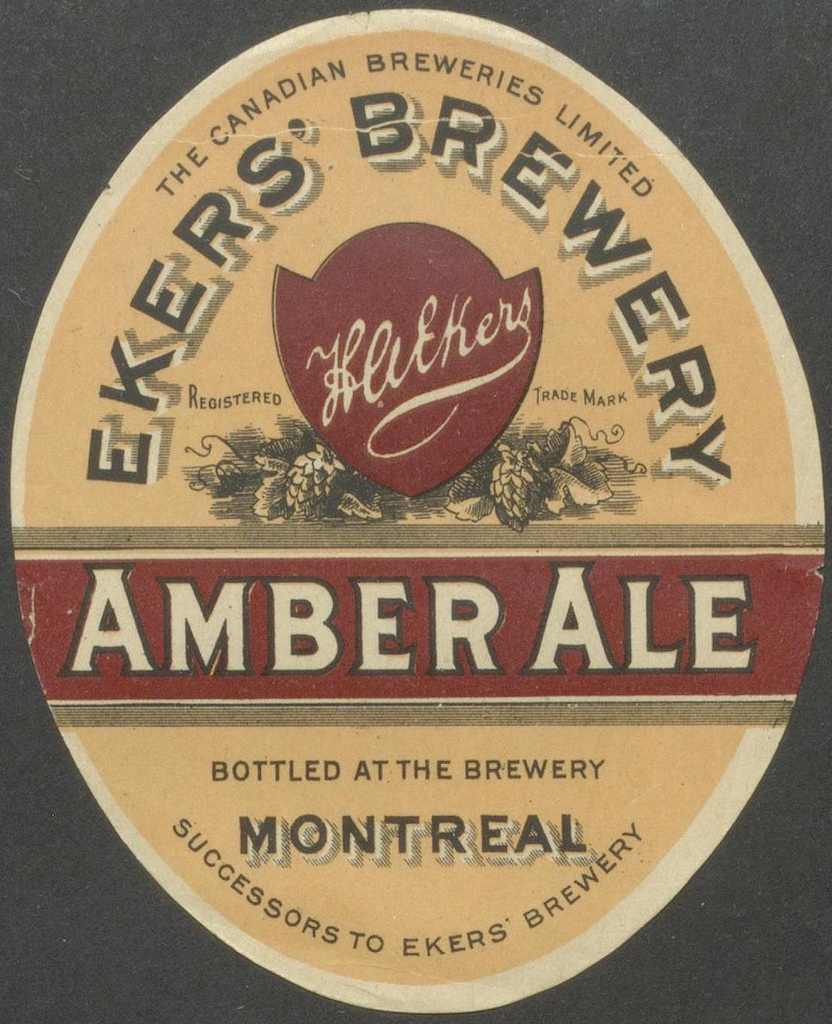
Amber Ale

Ses bâtiments sont entièrement rénovés dans les années 1990 pour abriter le Musée Juste pour rire, de 1993 à 2010.
Le bâtiment du nord (2115, boulevard Saint-Laurent) est acheté par DevMcGill pour y construire les condos St-Dominique.
Le bâtiment du sud (2111, boulevard Saint-Laurent) est acheté en décembre 2013 par Les 7 doigts de la main pour accueillir, en 2016, leur Centre de création et de production.